# Stars (canción de Pnau, Bebe Rexha y Ozuna)
«Stars» (en español: «Estrellas») es una canción del trío australiano Pnau, la cantante estadounidense Bebe Rexha y el cantante puertorriqueño Ozuna. Fue lanzado el 19 de mayo de 2023 a través de Etcetc Music.

## Antecedentes y lanzamiento
El 17 de enero de 2023, Rexha compartió un fragmento de la canción a través de TikTok. El 15 de mayo de 2023, Pnau anunció la fecha de lanzamiento y la portada de la canción a través de sus redes sociales. La canción fue lanzada el 19 de mayo de 2023 a través de Etcetc Music. Fue escrita por Pnau, Rexha, Ozuna, Jin Jin y Yazid Rivera y producida por Pnau.

## Videoclip
El 18 de mayo de 2023, Rexha compartió un fragmento del videoclip de la canción, revelando que fue generado por inteligencia artificial. El videoclip fue lanzado el mismo día que la canción a través del canal de YouTube de Pnau. Fue dirigido por el estudio creativo Melt. Hattie Lindert de The A.V. Club describió el videoclip como «una pesadilla futurista frita en neón con el efecto visual de subirse a una montaña rusa después de un día completo bajo el sol».

## Créditos y personal
Créditos adaptados de Tidal.
- Nicholas Littlemore – composición, producción
- Peter Mayes – composición, producción
- Sam Littlemore – composición, producción
- Bleta Rexha – voz, composición
- Juan Carlos Ozuna Rosado – voz, composición
- Janée Bennett – composición
- Yazid Rivera – composición
- Mitch Allan – producción de voz
- Sterling Sound – ingeniería de masterización
- Serban Ghenea – ingeniería de mezcla

## Posicionamiento en listas
| Listas (2023)                                         | Mejor posición |
| ----------------------------------------------------- | -------------- |
| Australia (Independent Label Singles)                 | 6              |
| Eslovaquia (Rádio – Top 100)                          | 56             |
| Estados Unidos (Billboard Hot Dance/Electronic Songs) | 36             |
| Guatemala (Monitor Latino Anglo)                      | 6              |
| Honduras (Monitor Latino Anglo)                       | 10             |
| Nueva Zelanda (Hot Singles)                           | 19             |
| Rusia (Tophit)                                        | 80             |
| Uruguay (Monitor Latino Anglo)                        | 8              |